# شهرستان واشینگتن (آلاباما)
شهرستان واشینگتن، آلاباما (به انگلیسی: Washington County, Alabama) شهرستانی در ایالات متحده آمریکا است که در آلاباما واقع شده‌است.

## خصوصیات
شهرستان واشینگتن ۲٬۸۲۰٫۵۱ کیلومترمربع مساحت دارد.